# 千賀道有
千賀 道有（せんが どうゆう）は、江戸時代中期の医師、幕臣。俗名は芳久。

## 経歴
金融業で蓄財し、田沼意次に登用されて一世を風靡した医師・千賀道隆の嫡男。妻は田沼派の影響力が強い西の丸奥医師の渡辺立軒の養女を迎えている。
久保田藩士・石井忠運による『石井忠運日記』明和4年（1767年）1月11日条に、20歳の道有が父とともに久保田藩邸に招かれて接待されているのが見える。このころ、久保田藩は阿仁鉱山の扱いについて意次と連絡を取るために道隆を頼っていた上、莫大な融資を受けていた。また阿仁鉱山の一件に助力していた平賀源内も父の知己で、安永2年（1773年）源内が秩父鉱山開発の出資者へ証文を出しているがこれに道有も連署しており、これは道有が保証人の役割を果たしていたものと考えられる。また舅の渡辺立軒が病床に伏した際には、エレキテルを治療に用いるよう源内より仲介を求められている。
安永5年（1776年）将軍・徳川家治に御目見を果たす。天明元年（1781年）父と同職の奥医師に取り立てられ200俵取りとなり、同年には法眼に任じられた。
天明6年（1786年）意次が失脚すると連座する形で父とともに寄合医師に転じる。寛政3年（1791年）寛政の改革の一環として本業怠慢とされた医師が処分を受けた。この時弾劾されたのは千賀道隆・道有、奈須玄真、堀本一甫、吉田玄長、坂本養春で、いずれも非役の小普請へと左遷させられた。道隆は寛政7年（1795年）に小普請のまま死去したが、道有は文化年間までには表番医師に移っている。